# Mikuláš Rutkovský
Mikuláš Rutkovský (12. června 1940 Tvrdošovce – 19. prosince 2010 Krnov) byl český sochař, medailér a heraldik slovenské národnosti.

## Život
Narodil se ve vesnici Tvrdošovice v okrese Nové Zámky na Slovensku a podle svých slov do sedmi let mluvil pouze maďarsky. Jeho předkem byl hrabě Rutkovský, levoboček polského krále a saského kurfiřta. Díky svému mimořádnému talentu se stal akademickým malířem a sochařem, i když neměl maturitu. V letech 1969–1975 studoval u profesora Karla Lidického a doc Jiřího Bradáčka na Akademii výtvarných umění v Praze. Většinu svého života prožil v Krnově, stal se místním patriotem a výraznou osobností.
Stal se předním českým heraldikem, medailérem a znalcem katolických světců a kongregací. Věnoval se tvorbě portrétů, bust, komorních i monumentálních plastik. Zabýval se i reliéfem, medailérstvím, tvorbou znaků a heraldikou. Kromě množství výstav je jeho tvorba zastoupena v Pražském arcibiskupství a v církevních sbírkách ve Vatikáně a Římě. Byl mimo jiné autorem znaků arcibiskupa Graubnera či biskupa Hrdličky, medaile k devadesátým narozeninám kardinála Františka Tomáška, znaku a plakety k návštěvě papeže Jana Pavla II. Byl zbožný člověk, své životní krédo shrnul do dvou slov: „Bůh a umění“. Složil soukromé řeholní sliby a žil v celibátu. Byl také zapáleným monarchistou, za ideální státní zřízení považoval jedině království a císařství a na klopě vždy nosil znak habsbursko-lotrinského domu. Za vlády komunistů byl znám svým odporem proti státnímu znaku Československé socialistické republiky, který byl podle něj heraldický paskvil, ale poukazoval na to, že špatně navržený byl už státní znak první republiky V roce 2010 převzal ocenění za celoživotní přínos kultuře Krnova. Zemřel 19. prosince 2010.
V prosinci 2016 vyšla o Mikuláši Rutkovském vzpomínková kniha Bohém s modrou krví od Jitky Ekartové a výtvarníka Ladislava Steiningera (v nákladu pouhých 250 kusů).